# 品種改良
品種改良（ひんしゅかいりょう）とは、栽培植物や家畜などにおいて、より人間に有用な品種を作り出すこと。専門用語としては育種とも言う。具体的な手法としては、人為的な選択、交雑、突然変異を発生させる手法などを用いる。
公的な農業試験場や畜産試験場などで進められているほか、穀物メジャーなどに代表される民間企業もビジネスとして参入している。

## 前史
人間が人為的に育成し、利用する動物や植物は多様であり、動物では家畜、植物では穀物や野菜など、多くのものがあるが、たいていは野生のものとは大きく形を異にしている。これは、一般に家畜化といわれる変化である部分もあるが、人間がその育成の過程で、無自覚に品種改良を行ってきたからでもある。家畜にしても栽培植物にしても、その歴史は数千年に渡ると言われるが、恐らくはその間に、より人間に有利な特徴のあるものを選び、それを優先して育てることがあったと思われる。小麦等については、数種の原種の間に生じた雑種であることが確かめられているから、恐らくその間に偶然に生じた雑種を、特に選んで育てた経過があったはずでわれるようになった。そのための基礎知識として遺伝の法則が追究され、メンデルの法則の発見などにも、このような要求がその背景にあった。

## 方法
基本的な方法は、有利な形質を持つ個体を選択し、それを繁殖させる。時に出現する突然変異は、有力な対象であり得る。また、有利な形質をもつ個体や種間での交配もよく行われる。これらの方法は、前史に置いては無自覚、かつ偶然に行われたという。
有利な形質を持つものの子を選んで育成するのは、品種改良の基本であり、人為選択とも言われる過程である。結果として、より優れた遺伝子を持つ子を得ることになる。これを繰り返してゆけば、その段階で存在する個体の中の最も優れた性質を合わせ持つ個体が得られる。ただし、それ以上優れた個体が得られるわけではない（純系の法則）。
現存の範囲を超えて優れた性質は突然変異によって出現するかも知れず、それまでの世代になかった形質の子が表れた場合、これが期待できる。突然変異はめったに起きないことになっているが、飼育下では自然条件に比べて生存競争が激しくない（あるいはないように操作できる）ので、変わり者を拾い出すことはたやすく、また、それが別の面では性質の弱いものであっても保護することが可能である。もっとも、このことは飼育生物が野外のそれよりひ弱になることをも意味する。現在では、突然変異をも意識的に誘発することが行われている。
種間交雑は野外では滅多に成立しないが人工的にこれを行えば成功することもあり、ここから新しいものが生まれることも多い。コムギなども何度かの種間交雑が過去にあったことが推定されているが、これらはかなり古い時代と言われ、偶然の産物であろう。現代では、たとえば洋ランでは広くこれが行われ、さらに属間雑種も作られている。いわゆるカトレアには近縁四属の属間雑種が多数含まれている。品種間でも交雑により新品種の作出が試みられる。
余談だが、これらの品種改良工程は、自然界で発生していると言われている進化の現在の解釈と同等の変化であり、進化を人為的に行っているとも言える。人為的に突然変異個体や優良個体を選択し繁殖させていくことで、自然界の進化では考えられないスピードで変化していくが、自然界の進化で起こるとされる種の分化には至らない。これは、根本的な生殖遺伝子の変異は、人為的品種改良では時間が短いためそう簡単に変化せず、またある個体の生殖遺伝子に変化が生じた場合であっても、その他の個体との生殖等によって子孫では特徴が薄れたり消失してしまったり、生殖そのものが行えず、子孫を残せないためである（変異は長期的には進化の一環だが、個体では奇形や先天性の障害とみなされることが多い）。自然界の進化では数万年単位の長期間をかけて変異個体同士の特徴固定化や生息地域の分断などによる自然選択によって分化しているとされている。進化の詳細については進化の項を参照。

## 植物
植物の場合、品種の定義は種苗法第二条の２における「重要な形質に係る特性（以下単に「特性」という。）の全部又は一部によって他の植物体の集合と区別することができ、かつ、その特性の全部を保持しつつ繁殖させることができる一の植物体の集合」で充分である。
農作物品種では栽培特性（収量性、耐寒性、耐暑性（温暖化対策）、耐虫性、減肥や多肥（窒素過多）での栽培適性、密植可能、短稈性等）、生産物の品質の向上（食用の場合は食味、外観品質の良さ、観賞用の場合は花や葉の色等）といった形質が改良の対象となる。
品種改良が行われている植物種は多岐に渡る。

## 動物
家畜やペット等の場合では品種と系統という考え方が用いられている。品種の定義として、特性によって他の同種の生物の集合と区別することができ、かつその特性を保持して繁殖させることができる集団という意味では植物の品種に似ているが、血統的に同じ品種に属している親同士から生まれた子供であることが品種の定義に含まれている。
さらに下位分類として系統と呼ばれるものがあり、同じ品種から生まれ、形態、生理、能力等が他のものと区別できるような特徴を持った遺伝集団を系統と呼び、家畜の生産には近い系統のものは近親交配となるため避けられることがある。
競走馬、牛、豚、鶏などで盛んに品種改良が進められている。競走能力の向上、成長率の向上、繁殖能力の向上、肉質などの性質を向上させる目的で品種改良が行われる。
例えばサラブレッドの場合、原種の一つであるアラブ種と比較し、走力が大幅に強化されている。アラブ限定のドバイカハイラクラシック（ダート2000m）の走破タイムは2分15秒ほどであるが、同日同条件で行われるサラブレッド限定のドバイワールドカップは2分前後と速くなっている。さらに、ごく短い距離ならば時速80kmを出すことも馬によっては可能だという（他に体高で約15cm、体重で約25%増加するなど体型にも変化が見られる）。これらの品種改良は初期にはイギリスで、後には世界各地で合計300年以上をかけ行われ、現在も競馬を通じて品種改良が続けられている。
ペットの場合、外見や性格などの性質を向上させる目的で品種改良が行われる。イヌ、ネコなどで盛んに品種改良が進められている。
ニシキゴイ、メダカ、金魚などの観賞魚でも盛んである。
生物的防除を目的とした生物農薬に用いる昆虫類なども品種改良の対象となることがある。

## 生物学への影響
チャールズ・ダーウィンはハトの品種改良の過程から自然選択を発想した。